# Grétar Hjartarson
Grétar Ólafur Hjartarson (Sandgerði, 1977. november 26. –) izlandi labdarúgó, 2012 óta a másodosztályú Reynir S. csatára.
Pályafutását a helyi Reynir S.-ben kezdte. 1996-ban a skót Stirling Albionba igazolt. Ott nem kapott sok játéklehetőséget, ezért egy darabig kölcsönben szerepelt volt klubjánál. 1998-ban tért vissza hazájába a Grindavíkbe.
2002-ben ő lett az izlandi bajnokság gólkirálya.